# Vitalij Jaroševskij
Vitalij Semenovič Jaroševskij (rusky Виталий Семенович Ярошевский; * 18. března 1956, Sverdlovsk) je ruský novinář. K listopadu roku 2017 je zástupcem šéfredaktora ruského opozičního deníku Novaja gazeta, v kterém je zaměstnán již od roku 2003.

## Životopis
Vitalij Semenovič Jaroševskij studoval v letech 1973–1975 žurnalistiku na Lomonosovově univerzitě v Moskvě (МГУ), následně studoval v letech 1975–79 také na Univerzitě Karlově v Praze. Devět let, tj. od 1981–1986 a 1989–1993, strávil také posléze jako zpravodaj ruské zpravodajské agentury TASS v Praze. Byl také očitým svědkem událostí, spojených s tzv. Sametovou revolucí.
Vitalij Jaroševskij má dva syny. Jeho starší syn Maxim pracoval k roku 2014 pro televizní zpravodajskou stanici Moskva 24, mladší syn pak pro ruskou agenturu RIA Novosti. Vitalij Jaroševskij hovoří plynně česky.